# Heinrich Knappe
Heinrich Knappe (* 28. September 1887 in Bamberg; † 12. Oktober 1980 in München) war ein deutscher Musikpädagoge und Dirigent.

## Leben

### Familie und Ausbildung
Der katholisch getaufte Heinrich Knappe, Sohn des Senatspräsidenten Wilhelm Ritter von Knappe und der Rosa geborene von Bacherle, abiturierte am  Neuen Gymnasium Bamberg. Er studierte im Anschluss bei Felix Mottl an der Königlichen Akademie der Tonkunst sowie an der Ludwig-Maximilians-Universität München, 1919 wurde er promoviert.
Heinrich Knappe war mit Elisabeth, geborene Bauschinger verheiratet. Aus der Ehe gingen drei Kinder, darunter der Biologe Joachim Knappe, hervor. Heinrich Knappe, der jüngere Bruder des Bildhauers Karl Knappe, verstarb 1980 im Alter von 93 Jahren in München. Seine letzte Ruhestätte fand er auf dem dortigen Nordfriedhof.

### Beruflicher Werdegang
Heinrich Knappe lehrte nach diversen beruflichen Einsätzen seit 1920 Dirigieren an der Akademie der Tonkunst in München (im gleichen Jahr umbenannt in Staatliche Akademie der Tonkunst, Hochschule für Musik). 1921 wurde er zum Studienrat, 1926 zum Professor, 1932 zum außerordentlichen Professor, 1935 zum ordentlichen Professor befördert. Knappe, der 1946 das Amt des Stellvertreters des Präsidenten ausfüllte, wurde 1953 anlässlich seiner Versetzung in den Ruhestand mit der Ehrenmitgliedschaft ausgezeichnet.
Zusätzlich fungierte Heinrich Knappe von 1948 bis 1951 als Vorsitzender des Verbandes Münchner Tonkünstler und des Landesverbandes Bayerischer Tonkünstler, von 1922 bis 1929 und wieder von 1951 bis 1963 als Dirigent des Akademischen Gesangsvereins München, dieser ernannte ihn zu ihrem Ehrenphilister, sowie von 1924 bis 1957 als Dirigent des Orchestervereins Wilde Gungl, dieser zeichnete ihn zum Ehrendirigenten aus. Der bedeutende Münchner Musikpädagoge Heinrich Knappe erhielt 1959 vom Bayerischen Ministerpräsidenten Hanns Seidel den Bayerischen Verdienstorden verliehen.

## Publikationen
- zusammen mit Friedrich Klose, Victor Hugo: Ein Festgesang Neros = (un chant de fête de Néron) : für Tenorsolo, gemischten Chor, Orchester und Orgel.Partitur : Deutsch, Kahntr, Leipzig, 1913
- zusammen mit Paul von Klenau: Sulamith : nach den Worten der heiligen Schrift (übersetzt v. Herder) : ein Opernakt in sechs Bildern. Partitur : Deutsch, Universal Edition, Wien, 1913
- zusammen mit Friedrich Klose, Alfred Mombert: Der Sonne-Geist. in: Universal Edition, 6113. Partitur : Deutsch, Universal Edition, Wien, 1918
- Friedrich Klose; eine Studie. in: Zeitgenössische Komponisten, 3. Drei Masken Verlag, München, 1921